# Битва при Коа
Битва при Коа (фр. Bataille de la Côa) произошла 24 июля 1810 года в долине реки Коа во время наполеоновских войн. Это было первое значительное сражение 65-тысячной французской армии под командованием маршала Андре Массены, которая готовились к третьему вторжению в Португалию.
Поскольку британско-португальские силы были в меньшинстве, 22 июля генерал Артур Уэлсли, 1-й герцог Веллингтон, направил бригадиру Роберту Кроуфорду письмо, в котором говорилось, что он (Веллингтон) «не желает боевых действий за пределами Коа». 24 июля Лёгкая дивизия Кроуфорда с 4200 пехотинцами, 800 кавалеристами и шестью орудиями была застигнута врасплох, встретив 20 тыс. военнослужащих под командованием маршала Мишеля Нея. Вместо того, чтобы отступить за реку в соответствии с приказом Веллингтона, Кроуфорд решил сразиться с французами, едва избегнув при этом катастрофы.
Французы хотели оттеснить Лёгкую дивизию через Коа, чтобы осадить Алмейду. Поначалу они добились успеха, но затем попробовали преследовать союзников через Коа, понеся при этом тяжелые потери.

## Битва у реки Коа

### Силы сторон
Британско-португальские войска включали в себя:
- Лёгкая дивизия: генерал-майор Роберт Кроуфорд
- 1-я бригада: подполковник Сидни Беквит
  - 1-й батальон 43-го пехотного полка
  - 1-й батальон 95-й пехотного (стрелкового) полка (1/2 батальона)
  - 3-й португальский касадорский батальон
- 2-я бригада: подполковник Роберт Барклай
  - 1-й батальон 52-го пехотного полка
  - 1-й батальон 95-го пехотного (стрелкового) полка (1/2 батальона)
  - 1-й португальский касадорский батальон
- Кавалерийская бригада: бригадир Джордж Ансон
  - 16-й лёгкий драгунский эскадрон
  - 1-й эскадрон гусаров КГЛ
- Каштановый отряд (батарея Королевской конной артиллерии).

В число задействованных подразделений 6-го корпуса Нея входили:
- Пехотная дивизия: генерал-майор Жюльен Огюст Жозеф Мерме (7600)
  - Бригада: бригадир Марсьяль Барде де ля Мезон-Руж
    - 25-й лёгкий пехотный полк (2 батальона)
    - 27-й линейный пехотный полк (3 батальона)

  - Бригада: бригадир Матье Делабассе
    - 50-й линейный пехотный полк (3 батальона)
    - 59-й линейный пехотный полк (3 батальона)
- Пехотная дивизия: генерал-майор Луи Анри Луазон (6800)
  - Бригада: бригадир Эдуар Франсуа Симон
    - Legion du Midi (1 батальон)
    - Ганноверский легион (2 батальона)
    - 26-й линейный пехотный полк (3 батальона)

  - Бригада: бригадир Клод Франсуа Ферей
    - 32-й легкий пехотный полк (1 батальон)
    - 66-й линейный пехотный полк (3 батальона)
    - 82-й линейный пехотный полк (2 батальона)
- Кавалерийская бригада: бригадир Огюст Этьен Мари Ламот (1000)
  - 3-й гусарский полк
  - 15-й полк конных егерей Императорской гвардии
- Резервная кавалерийская бригада: бригадир Шарль Гарданн (1300)
  - 15-й драгунский полк
  - 25-й драгунский полк
- Артиллерия: четыре пехотные и две конные артиллерийские батареи

### Наступление французов
Кроуфорд совершил серьёзную тактическую ошибку, решив сражаться с численно превосходившим его противником, имея за спиной реку. Таким образом, ранним утром 24 июля, после проливного дождя, длившегося всю ночь, Ней послал дивизии Ферея и Луазона, чтобы атаковать союзников.
Начавший наступление отряд 95-й стрелкового полка попал под огонь французской артиллерии. Затем прибыли и пошли в штыковую атаку французские вольтижёры 32-го полка, и сильно уступающие по численности англичане дрогнули и начали отступать. Орудия Алмейды открыли огонь по 95-му стрелковому полку, приняв их за французов из-за их тёмной формы. Затем они попали под атаку 3-го гусарского эскадрона французов, который поддерживали два отряда драгунов. На подмогу британцам подошли войска 43-го полка. После ожесточённого боя наступление французов было остановлено. Несмотря на приказ Веллингтона отступить через реку Коа, Кроуфорд решил удержать свои позиции, несмотря на то, что прибывало всё больше французов, которые начали перестраиваться в боевые порядки.
Затем 15-й полк конных егерей направился на юг, чтобы обойти британский 52-й лёгкий пехотный полк с тыла. В то же время бригада Ферея, продвигаясь по пересечённой местности под обстрелом орудий Алмейды, атаковала британцев, находившихся левей ветряной мельницы. Французская пехота пошла на британцев в штыковую атаку, и под всё возрастающим давлением союзники начали отступать. 15-й полк конных егерей в это время атаковал 43-й лёгкий пехотный полк. В бой вступил 3-й гусарский полк, и солдаты Кроуфорда понесли тяжёлые потери. Хотя продвижение войск Нея замедлялись сильным рельефом местности, Алмейда постепенно изолировалась от союзных сил.
Кроуфорд, поняв, что французы угрожают его единственному пути для отхода (мост через реку Коа), приказал отступать за реку, при этом 52-й и 43-й лёгкие пехотные, а также 95-й стрелковый полки прикрывали их отступление. Положение англичан начало ухудшаться. Перевернувшаяся телега с боеприпасами вызвала затор при отступлении через мост. Французы постепенно оттесняли британские дивизии, защищавшие отход войск.
Затем Кроуфорд приказал, чтобы эти войска отступили, заняли высоты возле моста и удерживали их до тех пор, пока не отступят основные силы. Эти высоты были заняты французами, но благодаря неожиданному ходу, который застал силы Нея врасплох, союзникам удалось продержать своих противников под контролем достаточно долго, чтобы основная часть англо-португальцев успела перебраться на другую сторону река Коа.

### Атака через реку Коа
После того, как французы оттеснили Лёгкую дивизию, Ней попытался атаковать их через Коа. При первой попытке гренадеры 66-го полка рванулись к мосту под градом мушкетного и пушечного огня, не сумев преодолеть более половины пути через мост. Второе, более мощное наступление, было совершено элитной лёгкой пехотой Chasseurs de la Siège. Оман пишет, что они «бросились к мосту и продвигались до тех пор, пока он не был полностью заблокирован телами убитых и раненых, и пока они сами не были почти полностью истреблены, поскольку из батальона в чуть более чем 300 человек 90 были убиты и 147 ранены менее чем за десять минут». Последнюю атаку снова возглавил 66-й полк, который был отбит без особых затруднений.

### Результаты
Битва закончилась тем, что французы, несмотря на неудачу у моста, изгнали Лёгкую дивизию с поля боя. После того, как силы Кроуфорда были отброшены назад и едва избежали полного разгрома, в полночь они отступили, оставив Массене полную свободу действий для осады Алмейды.
Нейпир и Оман пишут, что британская лёгкая дивизия задержала все 20 тыс. солдат, имевшихся под командованием Нея. В действительности же в столкновении участвовали только дивизии Ферея и Луазона численностью около 6 тыс. человек.
Потери союзников достаточно трудно оценить. И французы, и англо-португальцы были предвзяты. Имперская пропаганда сообщила, что потери противника составили 1200 человек, в то время как многие британские источники утверждают, что погибло 36 и ранено 189 человек, а 83 пропали без вести. С другой стороны, французские потери определить легче, так как и союзники, и французы оценили их в примерно 500 убитых и раненых. Подавляющее большинство их приходится на безрезультатную атаку Нея через мост.